# Sceneggiata di morte
Sceneggiata di morte è un romanzo di Diego Lama del 2016 con protagonista il commissario Veneruso pubblicato negli Oscar Mondadori.

## Trama
Napoli, 1885.
Dopo l’epidemia di colera che ha provocato migliaia di vittime in appena due settimane il commissario Veneruso, dovrà indagare sul caso di Maddalena Portolano assassinata misteriosamente.

Ben presto la polizia scoprirà che la donna fu in gioventù una prostituta, divenuta poi la convivente del ricco Raimondo Satriano: con lui ha generato tre figli segreti. Solo uno però è anche figlio di Satriano… Ma chi?

Chi ha commesso altri due omicidi? Cosa si nasconde dietro tanti intrighi familiari?

Aiutato dai suoi agenti, Veneruso si renderà conto che la vicenda è una grande commedia, dove tutti – tranne i morti – recitano la loro parte. E sono tutti bravissimi attori.

Dalla premessa dell’autore leggiamo:

Sceneggiata di morte è una parodia in chiave noir che ripropone, stravolgendoli, personaggi e ambientazioni tratti dalla commedia Filumena Marturano di Eduardo De Filippo. Mentre l’originale si svolge negli anni a cavallo della Seconda guerra mondiale, i fatti di Sceneggiata di morte si svolgono circa mezzo secolo prima.

All'indagine principale si aggiungono altri casi, altri omicidi e altri assassini che il commissario Veneruso saprà risolvere con intuito e istinto.

## Edizione
- Diego Lama, Sceneggiata di morte, Milano, Mondadori, 2016. ISBN 978-88-520-7728-9